# 新北界

新北界

新北界（Nearctic realm），面積達到2290万km²，包括格陵蘭、加拿大、美國、墨西哥高地、中美洲及部分加勒比海群島。
雖然現在南北美洲由巴拿馬地峽來連接，但是在1億8千萬年前兩地其實是分開的。因此兩地生物的進化過程是十分不同的。